# Chapelle Notre-Dame de Tréminou
Pour les articles homonymes, voir Chapelle Notre-Dame.
La chapelle Notre-Dame de Tréminou est située sur la commune de Plomeur, en pays Bigouden, à la pointe sud-ouest de la Bretagne.

## Étymologie
Une thèse souvent avancée affirme que le nom Tréminou signifierait "la trève de saint Menou". Selon Robert Gouzien, cette hypothèse serait fausse, le lieu-dit Tréminou signifierait en breton "ferme où est stocké le chanvre". Il est vrai qu'au Moyen-Âge la puissance économique du Cap Caval (actuel Pays Bigouden) reposait pour une bonne part sur l'exportation de toile de lin et de chanvre.

## Historique de la chapelle
La construction de la chapelle date du XIIIe siècle. Il y a eu des restaurations aux XIVe et XVIe siècles. La vitre centrale est du XVIe siècle. À l'intérieur, se trouvent quelques statues en bois polychrome des XVIe et XVIIe siècles, ainsi que de remarquables sablières sculptées.
La fontaine de Tréminou se trouve à peu de distance, à environ 500 mètres au sud du hameau de Lestréminou.
Cette chapelle, à 2 km du centre de Pont-l'Abbé, fut l'un des hauts lieux de la révolte des Bonnets rouges. Le 2 juillet 1675, c'est du haut de son calvaire-chaire extérieur que fut proclamé le Code paysan et que furent énoncées les revendications par les représentants de 14 paroisses du Cap Caval.
Son pardon est célébré le 4e dimanche de septembre.
La chapelle et le calvaire font l’objet d’une inscription au titre des monuments historiques depuis le 2 décembre 1926.

## La rédaction du code paysan lors de la Révolte des bonnets rouges
Le 2 juillet 1675, pendant la Révolte des bonnets rouges, la chapelle de Tréminou, fut le lieu de rassemblement des représentants des 14 paroisses de Cornouaille insurgées, qui y rédigèrent le "Code paysan".
Une légende raconte que lors de ce rassemblement, un des chefs des révoltés, Torreben, aurait caché dans les environs de la chapelle le trésor amassé pour soutenir la révolte. Il fut tué et le trésor dont seul il connaissait le secret est depuis ce temps enfoui. Les anciens racontent que le dimanche des Rameaux une lumière apparaît au-dessus de la cachette. Celui qui pourrait, pendant que le prêtre lit l’Évangile des Rameaux, creuser assez vite en cet endroit, découvrirait le trésor et en deviendrait l’heureux propriétaire.

## Architecture et mobilier
La chapelle date du XIIIe siècle, mais a été restaurée au XIVe siècle et au XVIe siècle, date de la maîtresse-vitre de style flamboyant ; la toiture a été refaite en 1964. La chaire à prêcher extérieure est surmontée d'une croix très ancienne. À l'intérieur quelques statues datent  du XVIe siècle ou du XVIe siècle, notamment celle de Notre-Dame-de-Tréminou et une pietà. Le pardon a lieu le quatrième dimanche de septembre. La fontaine de dévotion se trouve à Lestréminou, à 500 mètres au sud de la chapelle. À l'ouest, à 150 mètres de la chapelle, dans un talus, une stèle, christianisée par la suite, témoigne de l'ancien culte celtique en ce lieu.

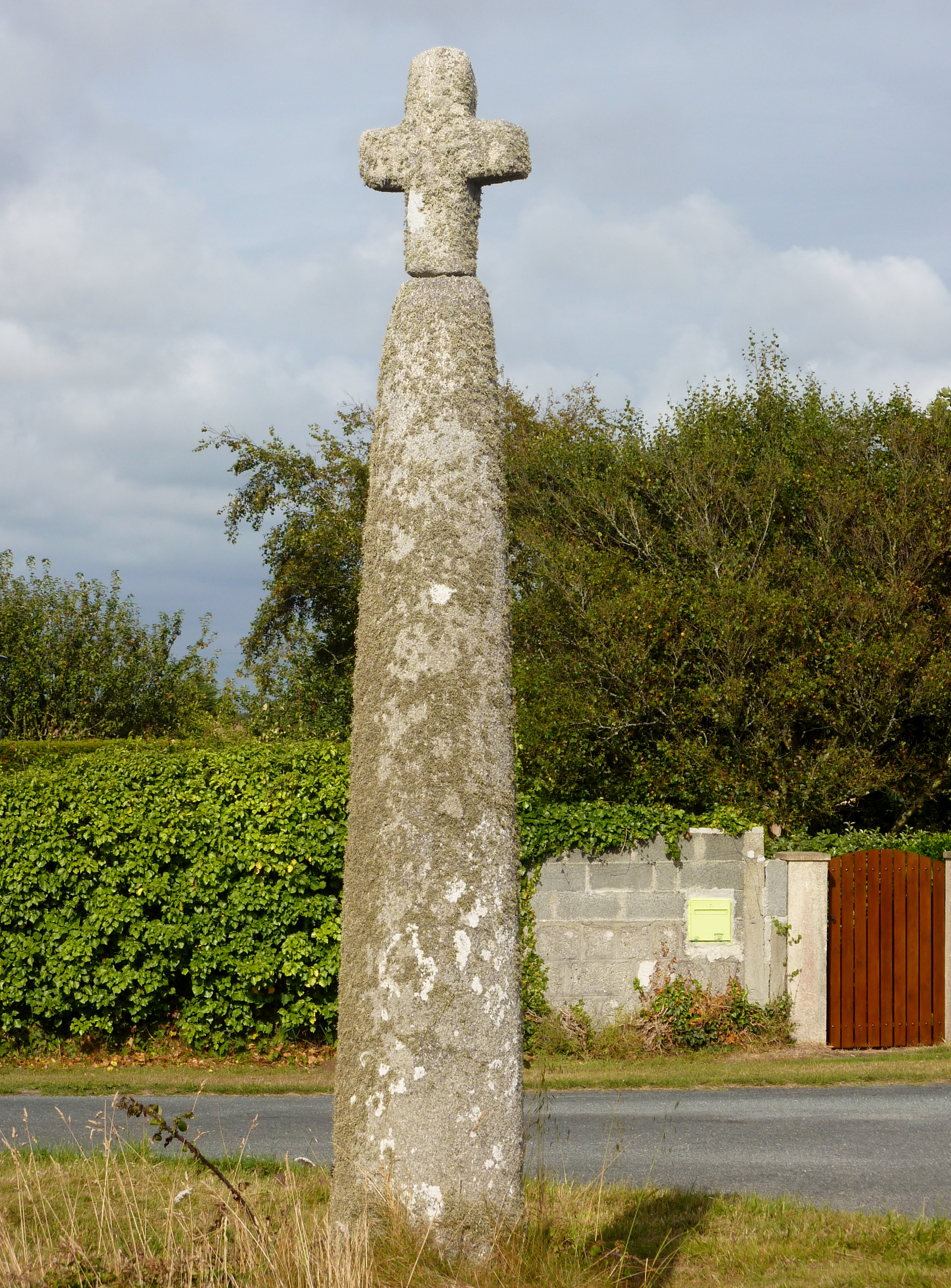
Stèle de l'Âge du fer, christianisée par la suite, située à 150 mètres environ de la chapelle Notre-Dame de Tréminou.
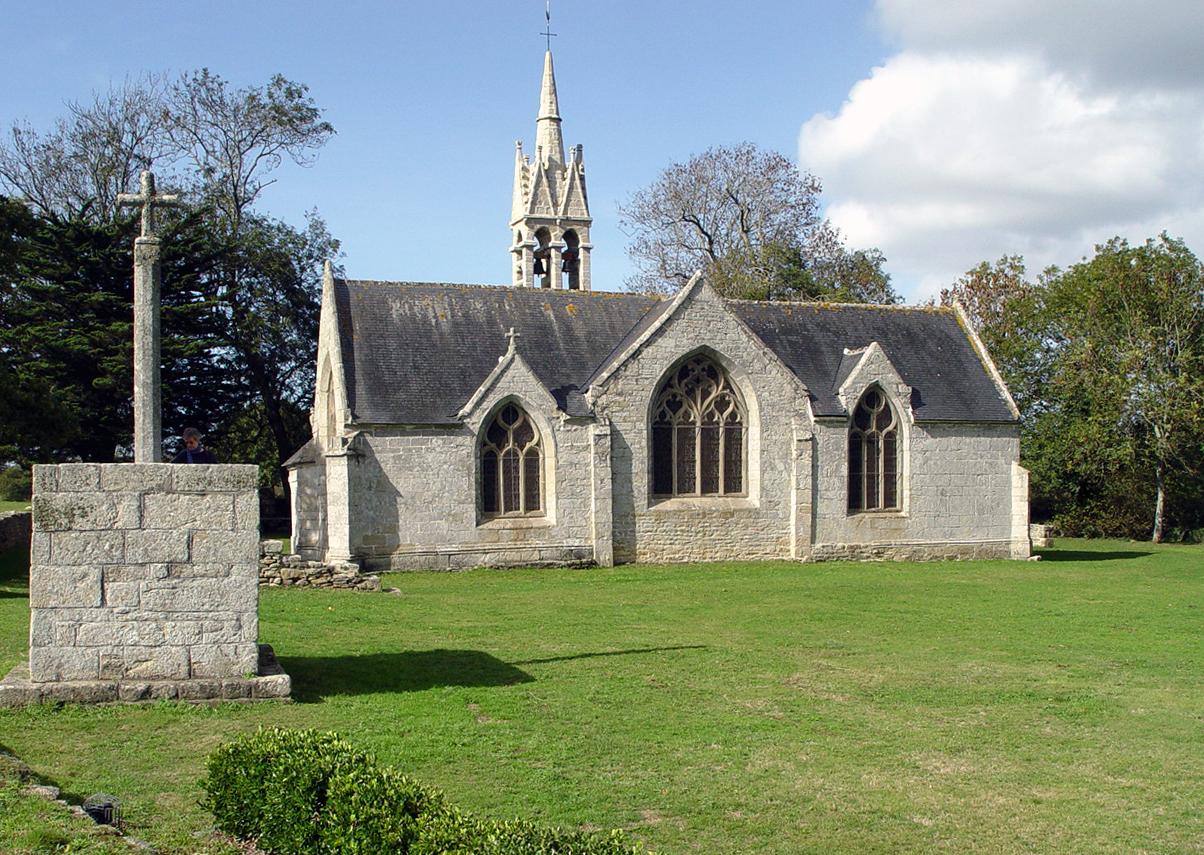
La chapelle de Tréminou et son calvaire-chaire vus de l'est.
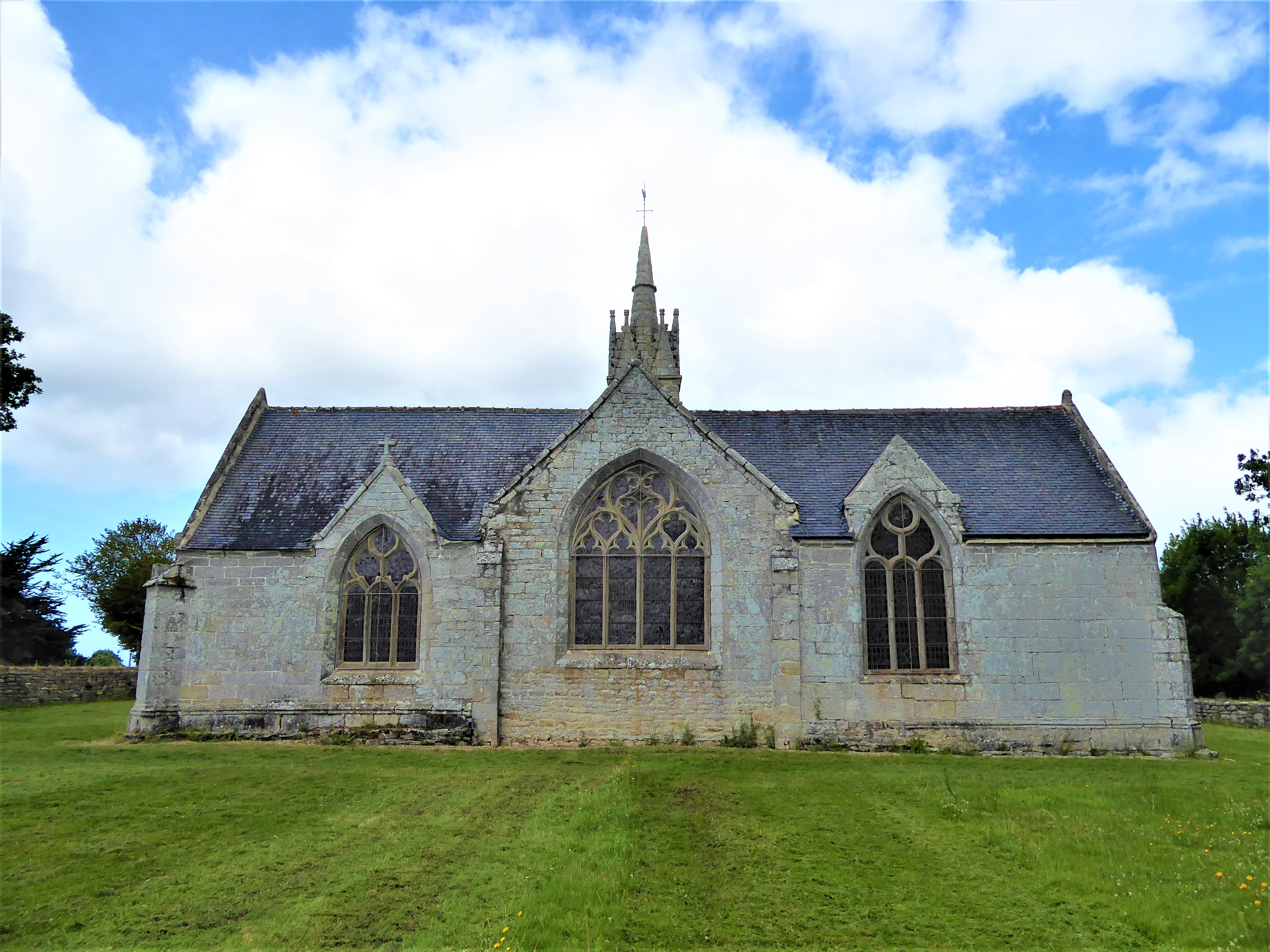
La chapelle de Tréminou vue du sud.
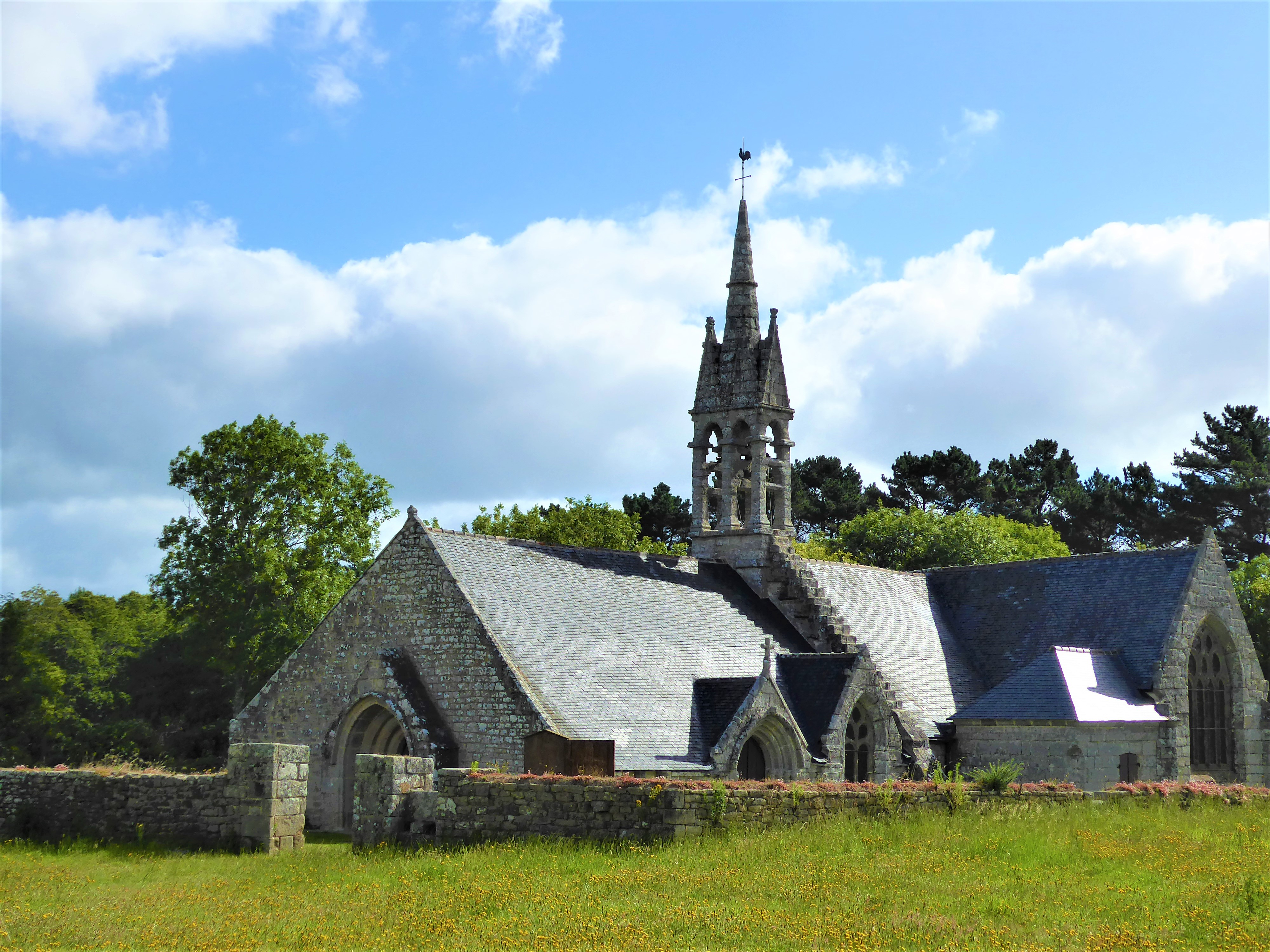
La chapelle de Tréminou et son placître vus du sud-ouest.
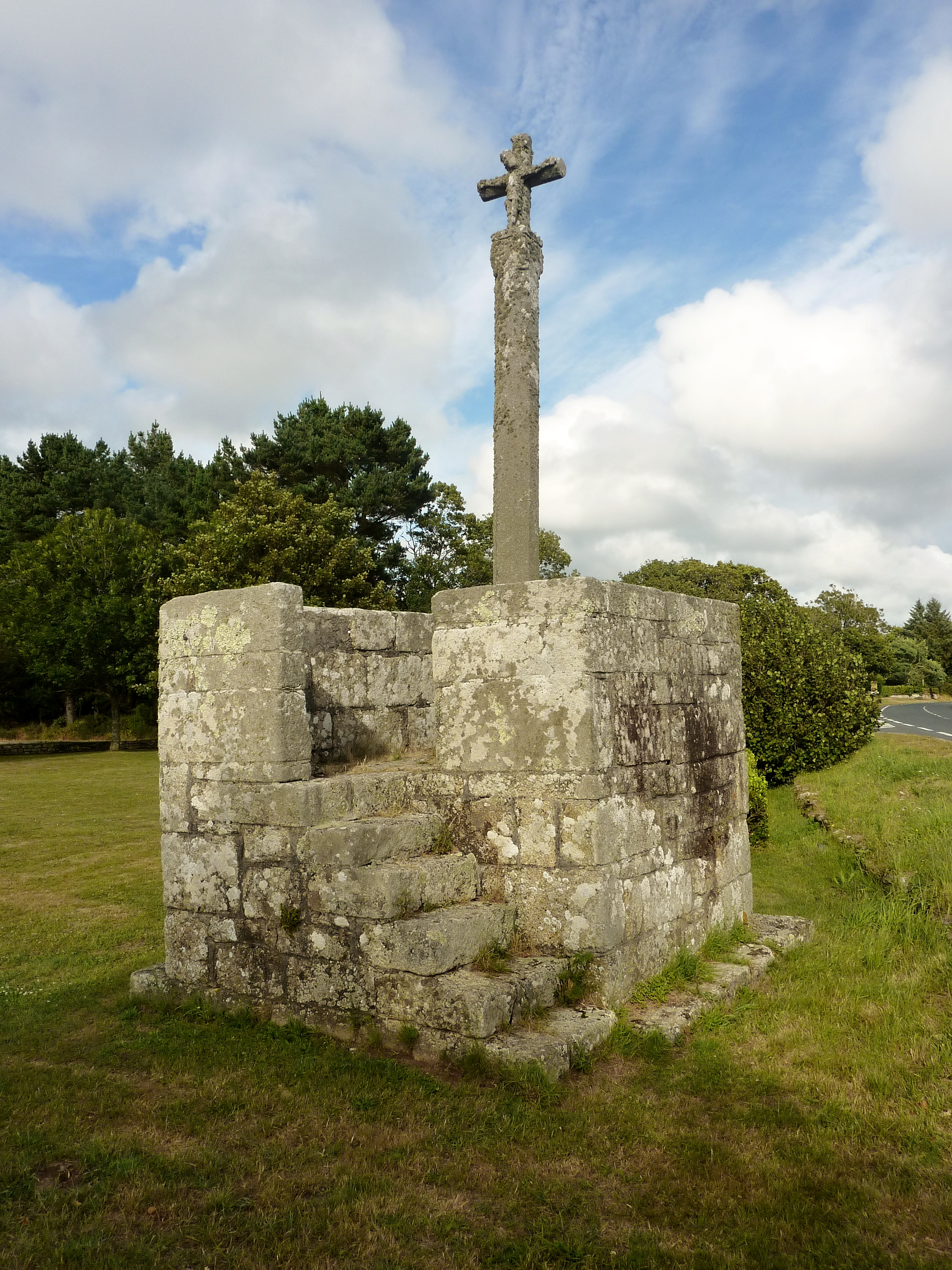
Enclos de la chapelle Note-Dame de Tréminou, chaire à prêcher extérieure surmontée d'une croix très ancienne.
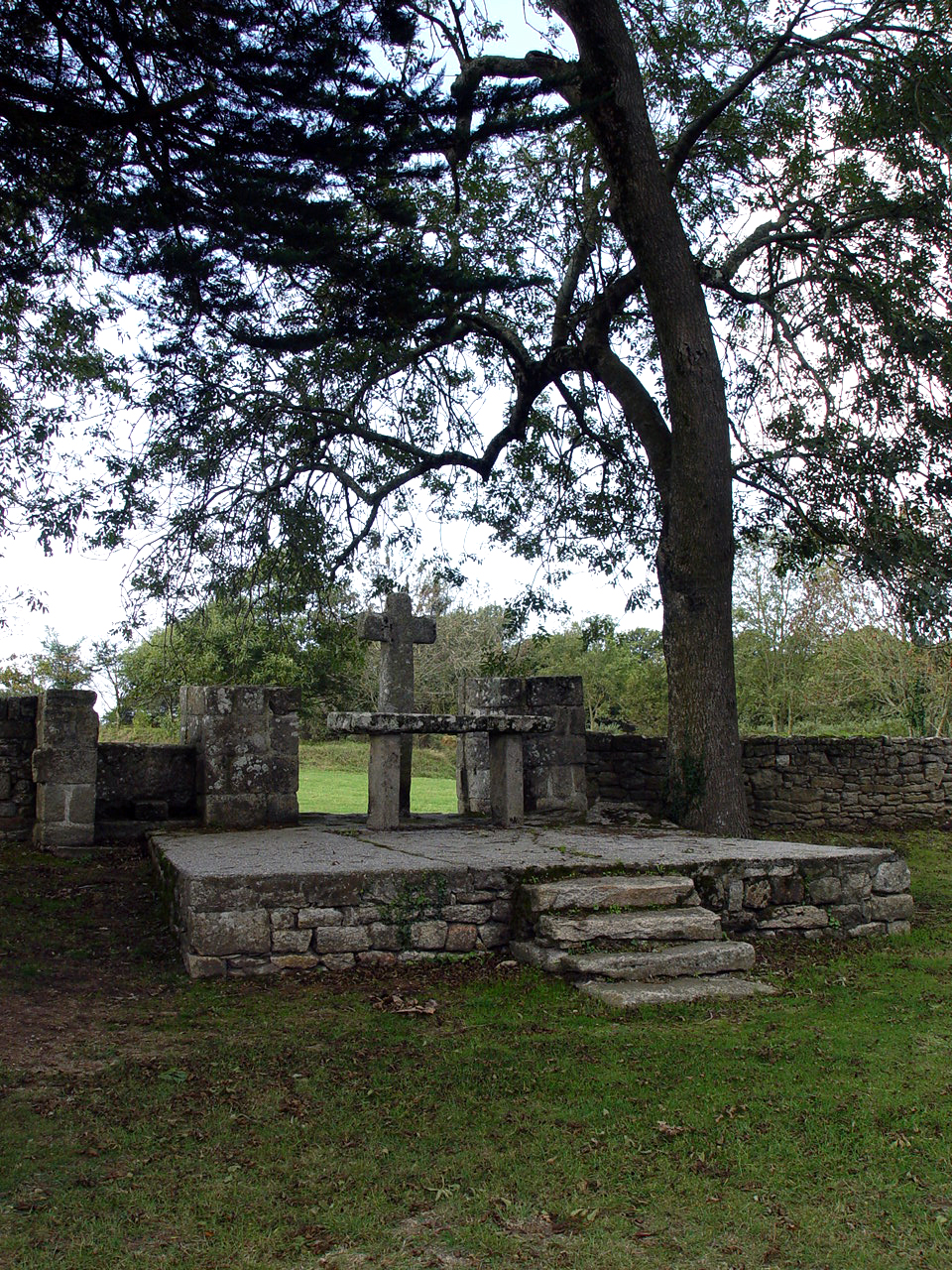
Chapelle de Tréminou : l'autel extérieur dans l'enclos paroissial.
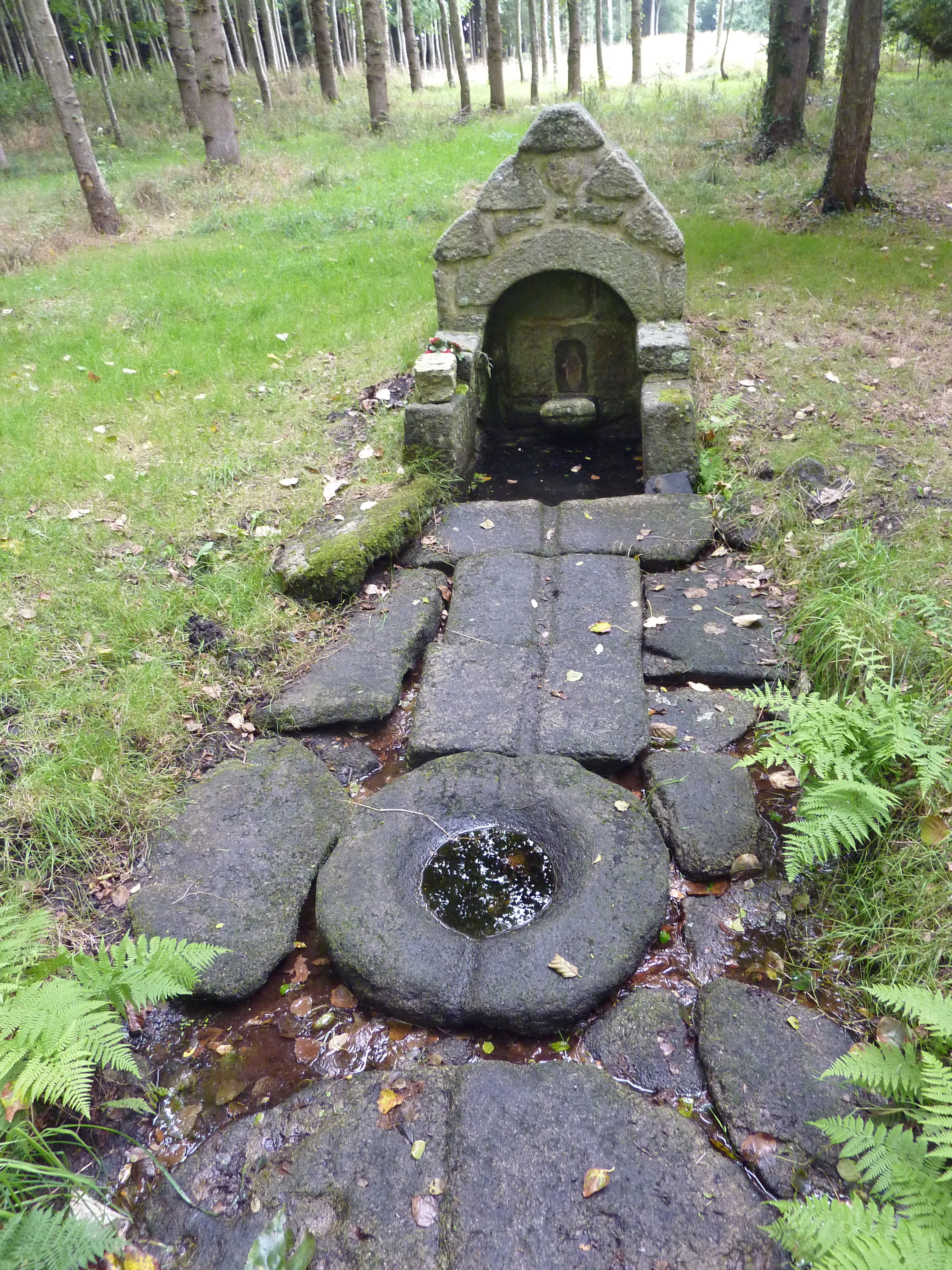
La fontaine de dévotion située à quelques centaines de mètres de la chapelle Notre-Dame-de-Tréminou.

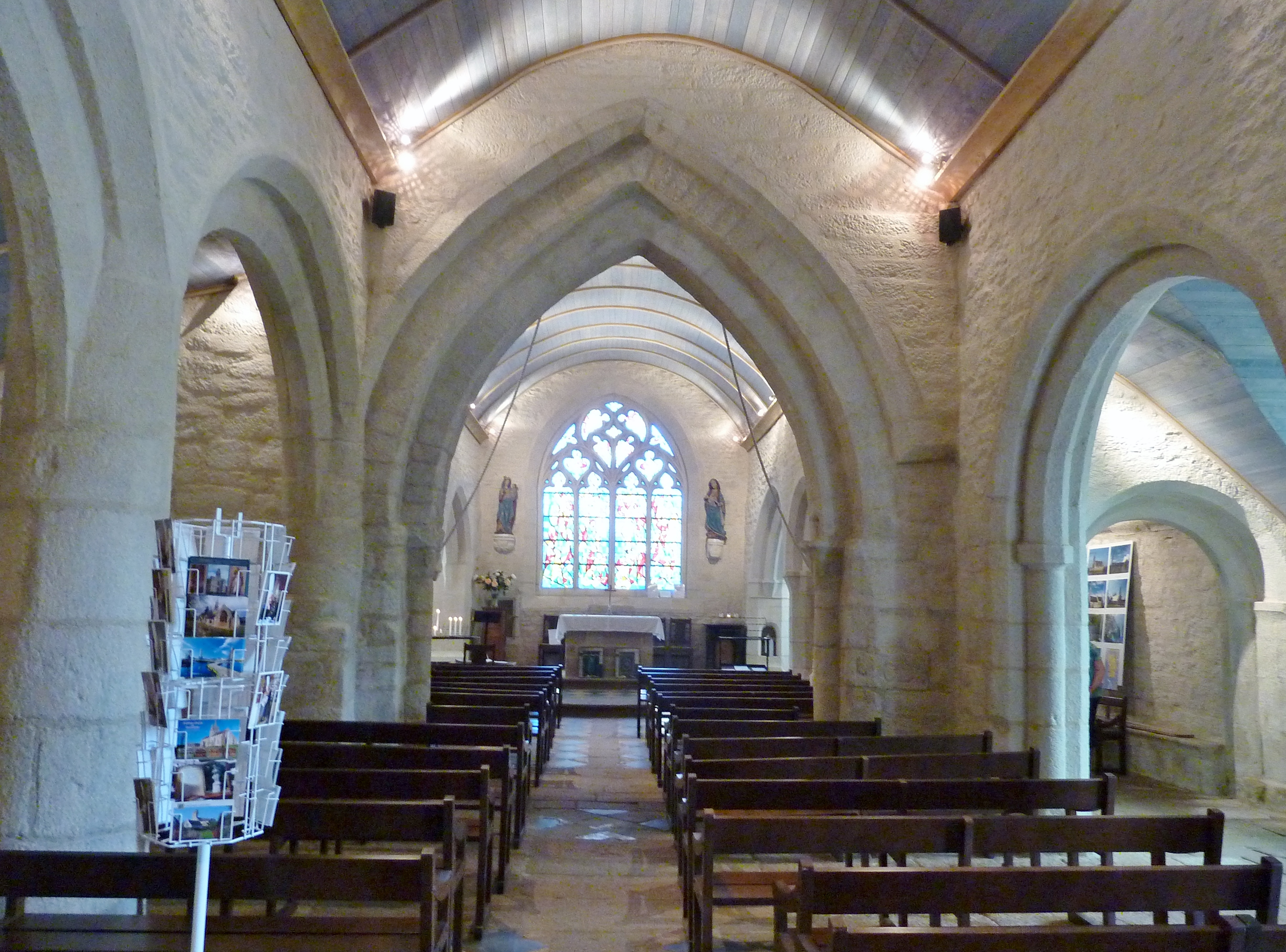
Chapelle Notre-Dame de Tréminou ː vue intérieure d'ensemble.
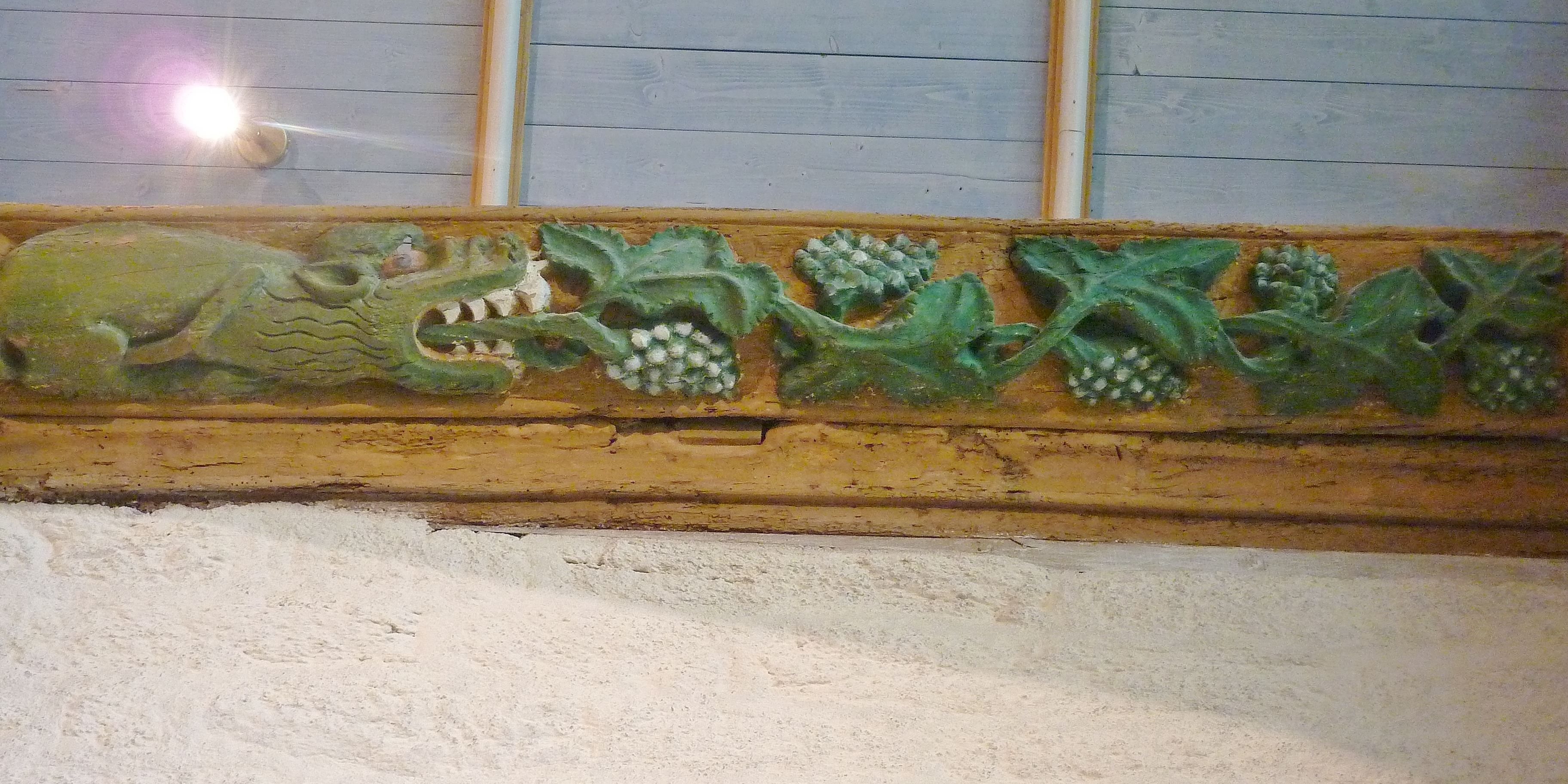
Chapelle Notre-Dame de Tréminou ː détail d'une sablière.
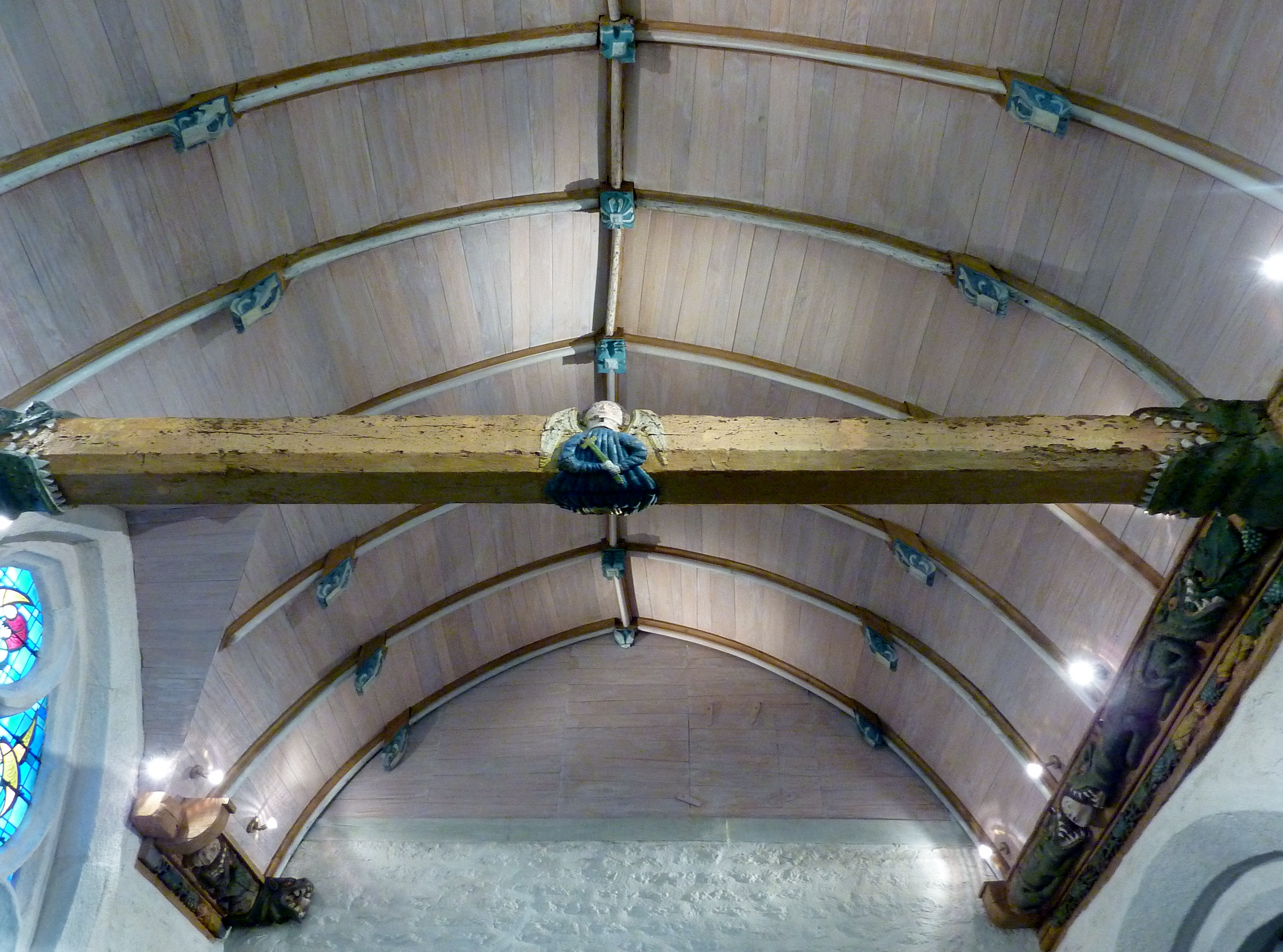
Chapelle Notre-Dame de Tréminou ː voûte en berceau et poutre transversale.
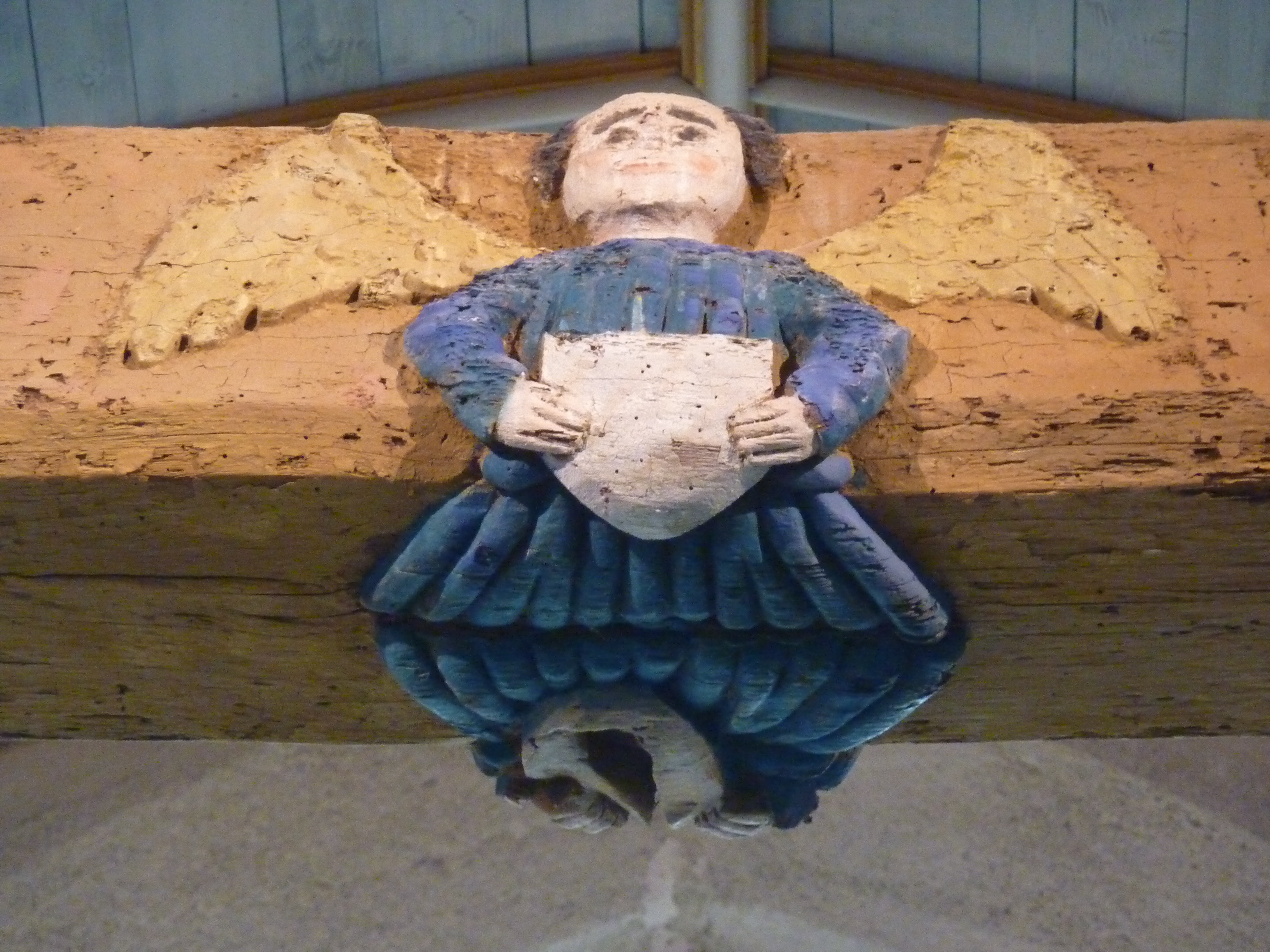
Chapelle Notre-Dame de Tréminou ː détail d'une poutre transversale.
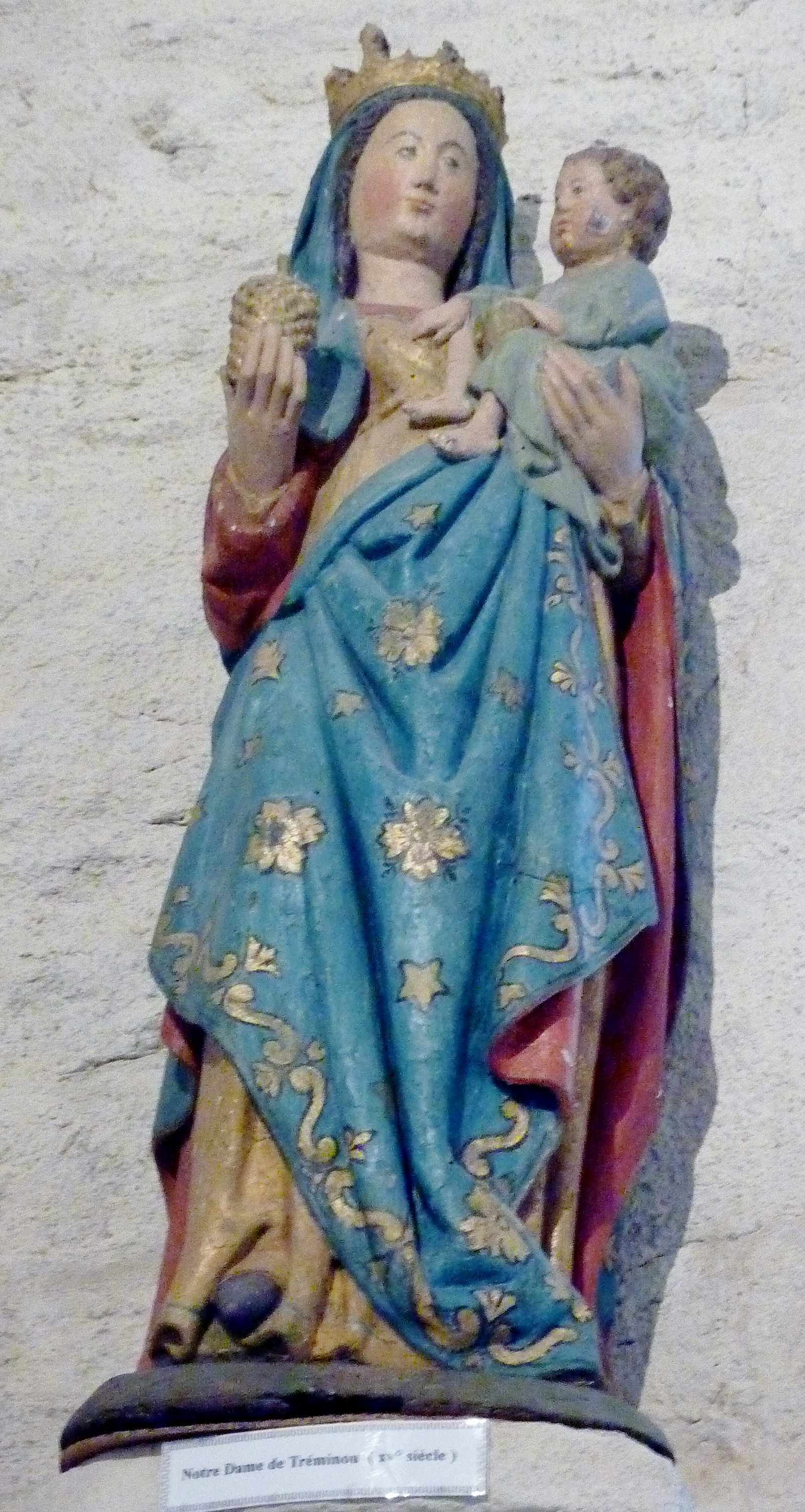
Chapelle Notre-Dame de Tréminou ː statue de Notre-Dame-de-Tréminou (XVe siècle).
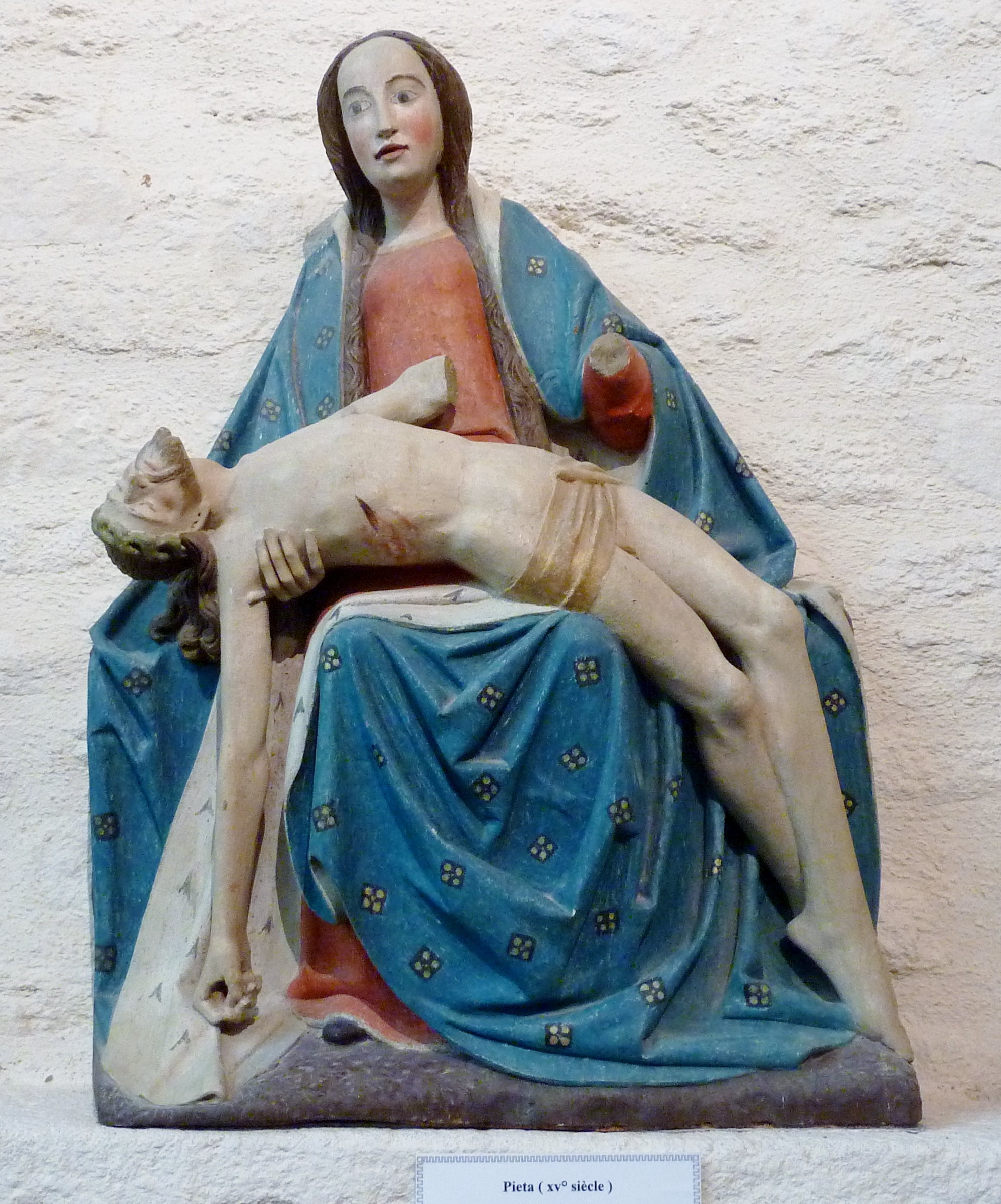
Chapelle Notre-Dame de Tréminou ː pietà (bois polychrome, XVe siècle).